# ساساني يوسنج
سوزان أوسسينج (بالإنجليزية: Susanne Ussing )‏ ولدت 29 نوفمبر 1940 - وتوفيت 8 مارس 1998 كانت فنانة دنماركية ومهندسة معمارية وصانعة خزفية. سحرها العالم الأنثوي. في عام 1988 فازت بجائزة نايكريدت المعمارية وفي عام 1989 حصلت على ميدالية إيكرسبيرج.
بعض أعمالها:
- «في البيت الزجاجي» (أوردريبجارسامننج - الدنمارك، 1980).
- «كنيسة الأعشاب البحرية» (متحف لويزيانا للفن الحديث، الدنمارك، 1980-1984).

بعض المعارض:
- معرض النساء (تشارلوتينبورج، كوبنهاغن، 1975).
- معرض الأطفال (متحف لويزيانا للفن الحديث، الدنمارك، 1978).
- معرض بأثر رجعي (ساساني يوسنج - عملت 1957 الي 87) (متحف نورديلاند كوينس، الدنمارك 1987).

## الروابط الخارجية
- Kvindebiografisk Leksikon in Danish